# Catalogue d'oiseaux

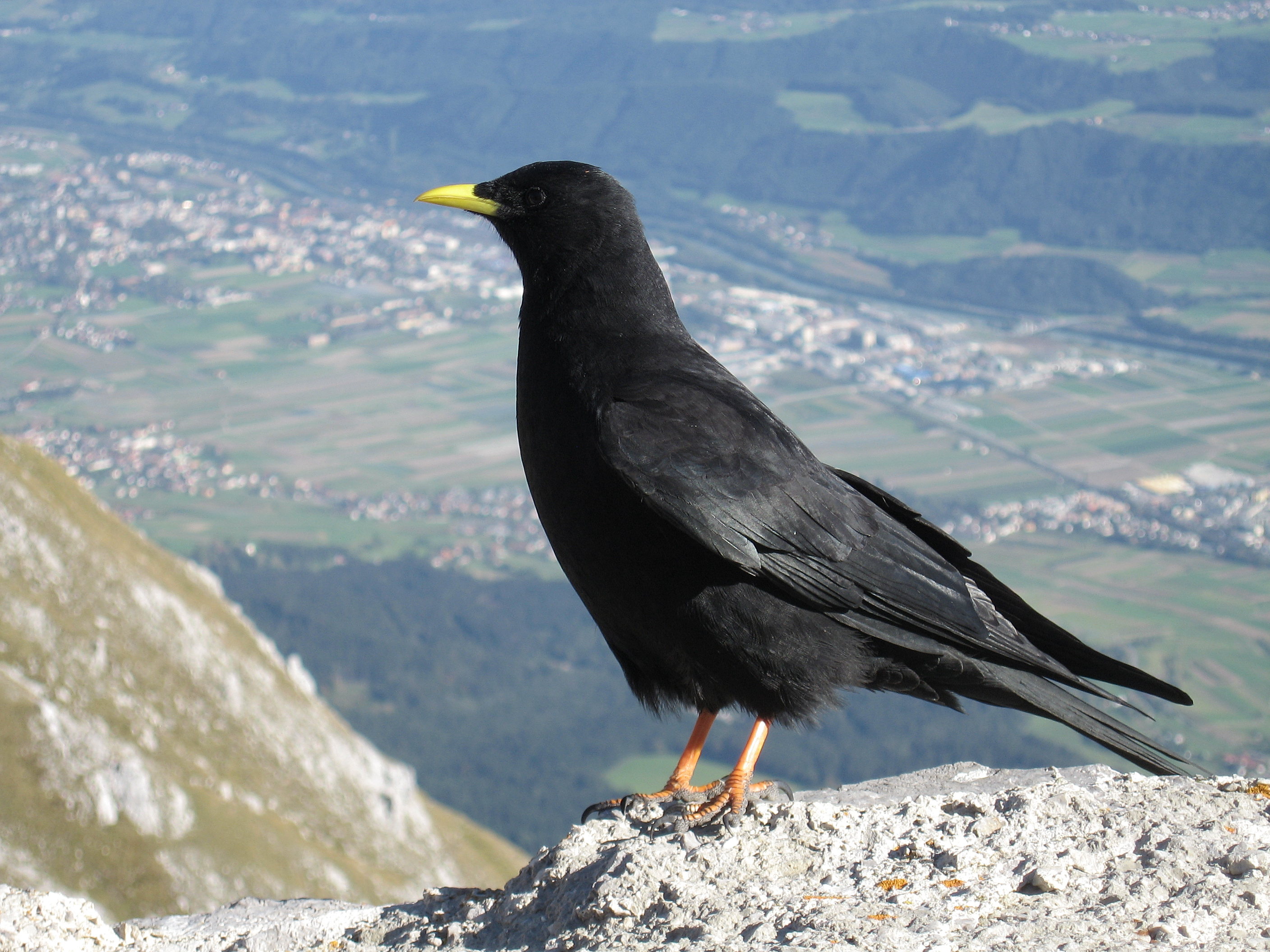
Chocard des Alpes

Catalogue d'oiseaux est une œuvre pour piano d'Olivier Messiaen constituée de treize pièces, composée entre octobre 1956 et septembre 1958 et dédiée aux oiseaux et à Yvonne Loriod.

## Création
L'œuvre a été créée par Yvonne Loriod le 15 avril 1959 à Paris, salle Gaveau, dans le cadre des concerts du Domaine musical organisés par Pierre Boulez.

## Propos de l'œuvre
Pour ces pièces, dont chacune porte le nom d'un oiseau, Messiaen n'a pas voulu se limiter à l'évocation des oiseaux.  Il précise : « Chaque pièce est écrite en l'honneur d'une province française. Elle porte en titre le nom de l'oiseau-type de la région choisie. Il n'est pas seul : ses voisins d'habitat l'entourent et chantent aussi (...)- son paysage, les heures du jour et de la nuit qui changent ce paysage, sont également présents, avec leurs couleurs, leur température, la magie de leurs parfums. »

## Pièces
1. Le chocard des Alpes
2. Le loriot
3. Le merle bleu
4. Le traquet stapazin
5. La chouette hulotte
6. L'alouette lulu
7. La rousserolle effarvatte
8. L'alouette calandrelle
9. La bouscarle de Cetti
10. Le merle de roche
11. La buse variable
12. Le traquet rieur
13. Le courlis cendré